# Kupa na Bălgarija 2022-2023
La Coppa di Bulgaria 2022-2023 è stata la 41ª edizione di questo trofeo, e l'82ª in generale di una coppa nazionale bulgara di calcio, iniziata il 22 settembre 2022 e terminata il 24 maggio 2023. Il Levski Sofia era la squadra campione in carica. Il Ludogorec ha conquistato il trofeo per la terza volta nella sua storia

## Turno preliminare
Il sorteggio si è svolto il 2 settembre 2022. Le partite si sono svolte il 22 settembre 2022. In questa fase hanno partecipato i 16 vincitori delle competizioni dilettantistiche regionali e 15 squadre non di riserva della Seconda Lega. Durante il sorteggio, Chernomorets Balchik ha ricevuto un bye ai sedicesimi di finale.
| Squadra 1             | Risultato       | Squadra 2       |
| --------------------- | --------------- | --------------- |
| 22 settembre 2022     |                 |                 |
| Jambol                | 0 – 0 (1-4 dtr) | Spartak Pleven  |
| Rozova Dolina         | 3 – 0           | Jantra Gabrovo  |
| Lokomotiv GO          | 1 – 3           | Minjor Pernik   |
| Partizan Červen Brjag | 0 – 3           | Krumovgrad      |
| Vihren Sandanski      | 2 – 0           | Sozopol         |
| Lokomotiv Mezdra      | 0 – 1 (dts)     | Liteks Loveč    |
| Marek Dupnica         | 2 – 1 (dts)     | Montana         |
| Sayana Haskovo        | 1 – 2           | Dunav Ruse      |
| Černolomec Popovo     | 1 – 3           | Vitoša Bistrica |
| Botev Novi Pazar      | 0 – 3           | Sportist        |
| Gigant Saedinenie     | 2 – 1           | Dobrudža        |
| Čavdar Etropole       | 1 – 0           | Belasica Petrič |
| Sevlievo              | 3 – 2           | Etăr            |
| Levski Rakovski Sofia | 2 – 3           | Marica Plovdiv  |
| Svetkavica            | 0 – 6           | Strumska Slava  |

## Primo turno
Il sorteggio per questo turno, insieme al sorteggio per gli ottavi di finale, si è svolto l'11 ottobre 2022. Le partite si giocheranno tra il 16 e il 27 novembre 2022. A questa fase partecipano le 15 vincitrici del turno precedente, Černomorec Balčik (che ha ricevuto un bye) e le 16 squadre della Prima Lega.
| Squadra 1          | Risultato       | Squadra 2         |
| ------------------ | --------------- | ----------------- |
| 16 novembre 2022   |                 |                   |
| Strumska Slava     | 0 – 2           | Spartak Varna     |
| 18 novembre 2022   |                 |                   |
| Rozova Dolina      | 0 – 2           | Ludogorec         |
| 19 novembre 2022   |                 |                   |
| Vihren Sandanski   | 1 – 4           | Levski Sofia      |
| Marica Plovdiv     | 4 – 2           | Hebăr Pazardžik   |
| Dunav Ruse         | 1 – 2           | Arda Kărdžali     |
| Čavdar Etropole    | 2 – 0           | Pirin Blagoevgrad |
| Sportist           | 1 – 2 (dts)     | Slavia Sofia      |
| Vitoša Bistrica    | 1 – 0           | Botev Vraca       |
| Spartak Pleven     | 1 – 4           | Lokomotiv Sofia   |
| 23 novembre 2022   |                 |                   |
| Krumovgrad         | 0 – 1           | Septemvri Sofia   |
| 25 novembre 2022   |                 |                   |
| Cernomorec Balchik | 0 – 3           | Botev Plovdiv     |
| 26 novembre 2022   |                 |                   |
| Gigant Saedinenie  | 1 – 1 (6-7 dtr) | CSKA Sofia        |
| Minjor Pernik      | 0 – 2           | Beroe             |
| Sevlievo           | 0 – 4           | CSKA 1948 Sofia   |
| 27 novembre 2022   |                 |                   |
| Marek Dupnica      | 0 – 1           | Lokomotiv Plovdiv |
| Liteks Loveč       | 0 – 2           | Černo More Varna  |

## Ottavi di finale
Il sorteggio si è svolto l'11 ottobre 2022, subito dopo il sorteggio dei sedicesimi di finale. Le partite si sono giocate tra il 26 novembre e il 4 dicembre 2022. In questa fase i partecipanti sono i 16 vincitori del turno precedente.
| Squadra 1        | Risultato       | Squadra 2         |
| ---------------- | --------------- | ----------------- |
| 26 novembre 2022 |                 |                   |
| Marica Plovdiv   | 1 – 1 (2-3 dtr) | Arda Kărdžali     |
| 27 novembre 2022 |                 |                   |
| Spartak Varna    | 1 – 0 (dts)     | Čavdar Etropole   |
| 28 novembre 2022 |                 |                   |
| Lokomotiv Sofia  | 3 – 0           | Vitoša Bistrica   |
| 1º dicembre 2022 |                 |                   |
| Septemvri Sofia  | 1 – 2           | CSKA Sofia        |
| 2 dicembre 2022  |                 |                   |
| Beroe            | 0 – 2           | CSKA 1948 Sofia   |
| 3 dicembre 2022  |                 |                   |
| Slavia Sofia     | 2 – 1           | Botev Plovdiv     |
| Černo More Varna | 3 – 1           | Lokomotiv Plovdiv |
| 4 dicembre 2022  |                 |                   |
| Ludogorec        | 2 – 1           | Levski Sofia      |

## Quarti di finale
Il sorteggio è stato effettuato il 28 ottobre 2021.
| Squadra 1       | Risultato   | Squadra 2        |
| --------------- | ----------- | ---------------- |
| 3 aprile 2023   |             |                  |
| Lokomotiv Sofia | 2 – 1       | Slavia Sofia     |
| 4 aprile 2023   |             |                  |
| Ludogorec       | 2 – 1       | Spartak Varna    |
| CSKA Sofia      | 1 – 2       | Černo More Varna |
| 5 aprile 2023   |             |                  |
| Arda Kărdžali   | 0 – 1 (dts) | CSKA 1948 Sofia  |

## Semifinali
Il sorteggio si è svolto il 6 aprile 2023. Le gare di andata dovrebbero essere giocate il 25 e 26 aprile, mentre le gare di ritorno sono in programma il 10 e 11 maggio 2023. Da questa stagione in poi, la regola dei gol in trasferta non si applicherà in conformità con il regolamenti generalmente accettati nel calcio europeo.
| Squadra 1                       | Totale          | Squadra 2       | Andata | Ritorno     |
| ------------------------------- | --------------- | --------------- | ------ | ----------- |
| 25 aprile 2023 / 11 maggio 2023 |                 |                 |        |             |
| Černo More Varna                | 3 – 3 (1-4 dtr) | Ludogorec       | 1 – 2  | 2 – 1 (dts) |
| 26 aprile 2022 / 10 maggio 2023 |                 |                 |        |             |
| Lokomotiv Sofia                 | 4 – 5           | CSKA 1948 Sofia | 2 – 3  | 2 – 2 (dts) |

## Finale
| Arbitro: | Dragomir Draganov |

|           |           |                                |
| Čočev 59’ | Marcatori | 8’, 43’ Caio Vidal 81’ Tissera |